# Нікорник чорний
Ніко́рник чорний (Apalis sharpii) — вид горобцеподібних птахів родини тамікових (Cisticolidae). Мешкає в Західній Африці. Названий на честь англійського орнітолога Річарда Боудлера Шарпа.

## Поширення і екологія
Чорні нікорники живуть в сухих і вологих тропічних лісах Західної Африки, від Гвінеї на заході до Того на сході.